# Mont Habitant
Mont Habitant är ett berg i Kanada.   Det ligger i provinsen Québec, i den sydöstra delen av landet, 130 km öster om huvudstaden Ottawa. Toppen på Mont Habitant är 354 meter över havet. Mont Habitant ligger vid sjön Lac Millette.
Terrängen runt Mont Habitant är kuperad norrut, men söderut är den platt. Närmaste större samhälle är Saint-Jérôme, 16,3 km sydost om Mont Habitant. 
I omgivningarna runt Mont Habitant växer i huvudsak blandskog. Runt Mont Habitant är det ganska tätbefolkat, med 100 invånare per kvadratkilometer.